# DIO3
DIO3 (англ. Iodothyronine deiodinase 3) – білок, який кодується однойменним геном, розташованим у людей на короткому плечі 14-ї хромосоми. Довжина поліпептидного ланцюга білка становить 304 амінокислот, а молекулярна маса — 33 947.
| 10         |  | 20                  |  | 30         |  | 40         |  | 50         |
| ---------- |  | ------------------- |  | ---------- |  | ---------- |  | ---------- |
| MPRQATSRLV |  | VGEGEGSQGA          |  | SGPAATMLRS |  | LLLHSLRLCA |  | QTASCLVLFP |
| RFLGTAFMLW |  | LLDFLCIRKH          |  | FLGRRRRGQP |  | EPEVELNSEG |  | EEVPPDDPPI |
| CVSDDNRLCT |  | LASLKAVWHG          |  | QKLDFFKQAH |  | EGGPAPNSEV |  | VLPDGFQSQH |
| ILDYAQGNRP |  | LVLNFGSCTPPFMARMSAF |  | QRLVTKYQRD |  | VDFLIIYIEE |  |            |
| AHPSDGWVTT |  | DSPYIIPQHR          |  | SLEDRVSAAR |  | VLQQGAPGCA |  | LVLDTMANSS |
| SSAYGAYFER |  | LYVIQSGTIM          |  | YQGGRGPDGY |  | QVSELRTWLE |  | RYDEQLHGAR |
| PRRV       |  |                     |  |            |  |            |  |            |

A: Аланін

C: Цистеїн

D: Аспарагінова кислота

E: Глутамінова кислота

F: Фенілаланін

G: Гліцин

H: Гістидин

I: Ізолейцин

K: Лізин

L: Лейцин

M: Метіонін

N: Аспарагін

P: Пролін

Q: Глутамін

R: Аргінін

S: Серин

T: Треонін

V: Валін

W: Триптофан

Кодований геном білок за функцією належить до оксидоредуктаз. 
Локалізований у клітинній мембрані, мембрані, ендосомах.